# Pocora
Pocora es un distrito del cantón de Guácimo, en la provincia de Limón, de Costa Rica.

## Historia
Pocora fue creado el 26 de junio de 1971 por medio de Decreto 1769-G.

## Geografía
Pocora cuenta con un área de 72,88 km² y una altitud media de 96 m s. n. m.

## Demografía
Para el año 2022, Pocora cuenta con una población estimada de 7785 habitantes, y para el último censo efectuado, en 2011, Pocora contaba con una población de 6432 habitantes.

## Localidades
- Barrios: Pocora Sur. Pocora Norte, Carmen Norte,Carmen Sur,  San Martin, Duruy, Argentina, San Bosco, Rio Perla.

## Transporte

### Carreteras
Al distrito lo atraviesan las siguientes rutas nacionales de carretera:
- Ruta nacional 32